# 瓷碗鋪窯址
瓷碗鋪窯址位於四川省達州市通川區復興鄉，文物遺址年代判定為宋。2002年12月27日公佈為四川省第六批省級文物保護單位。